# Cattedrale di Aire
La cattedrale di San Giovanni Battista (in francese: Cathédrale Saint-Jean-Baptiste) si trova ad Aire-sur-l'Adour, in Francia, ed è la concattedrale della diocesi di Aire e Dax.

## Storia e descrizione
La chiesa, costruita nell'XI secolo, è stata fortemente alterata tra il XIV e XVII secolo e presenta un aspetto eterogeneo. Le tre campate e l'abside risalgono al XII secolo.
La severa facciata del XIII secolo è costituita da un semplice portale ad arco a sesto acuto ed una torre con un tetto di ardesia. La sacrestia è una sala capitolare del XIV secolo, così come la navata centrale.
La chiesa era l'antica sede del vescovo di Aire. Durante la Rivoluzione francese è stata abolita come cattedrale, fu restaurata nelle riforme del XIX secolo come sede della diocesi di Aire e Dax. Nel 1933 la sede della diocesi fu trasferita a Dax e da allora la cattedrale di Aire ha assunto lo status di concattedrale.